# Botanická zahrada ve Vratislavi

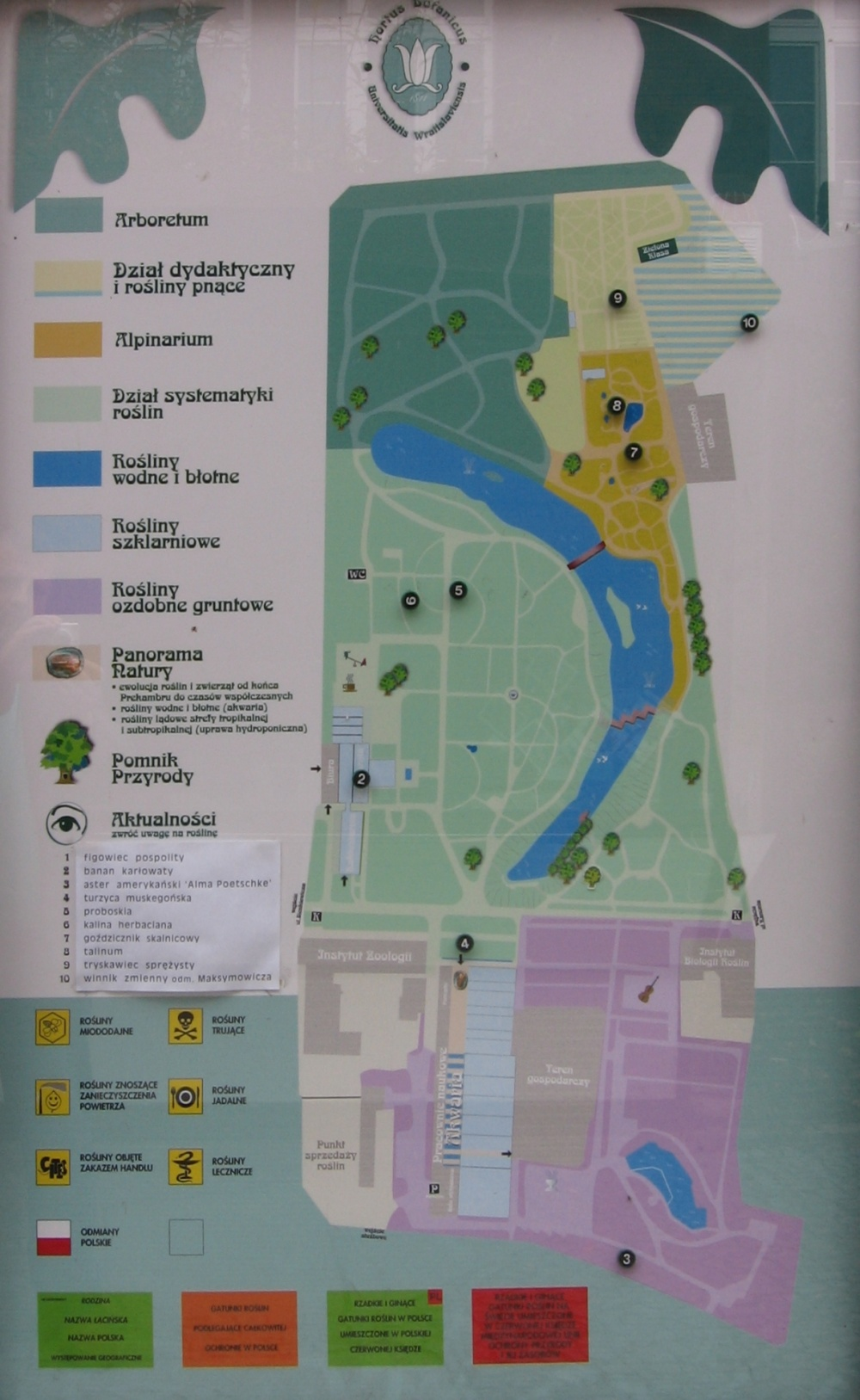
Mapa botanické zahrady

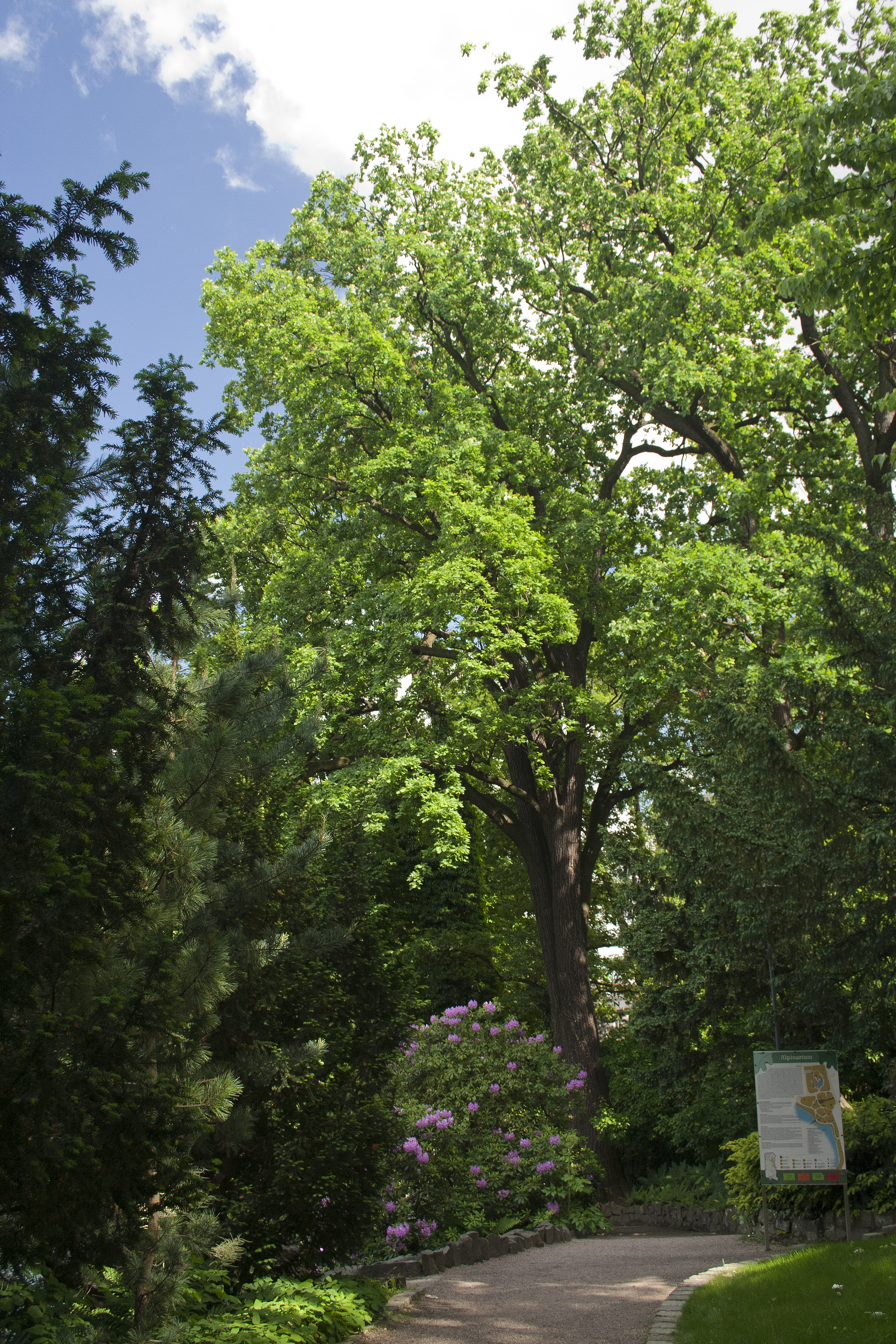
Skupina stromů dubu druhu Quercus robur v Botanické zahradě ve Vratislavi

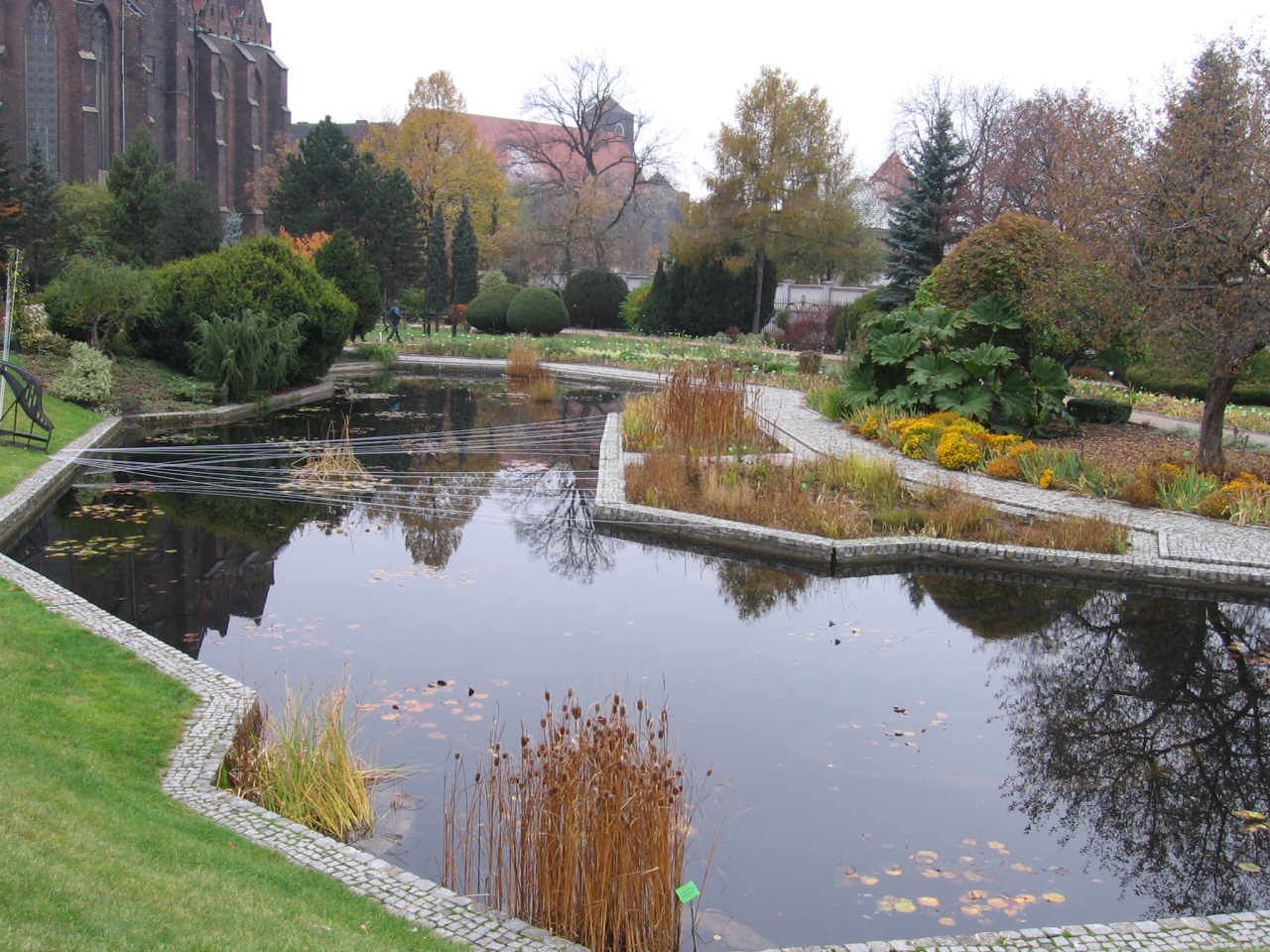
Sbírka vodních rostlin

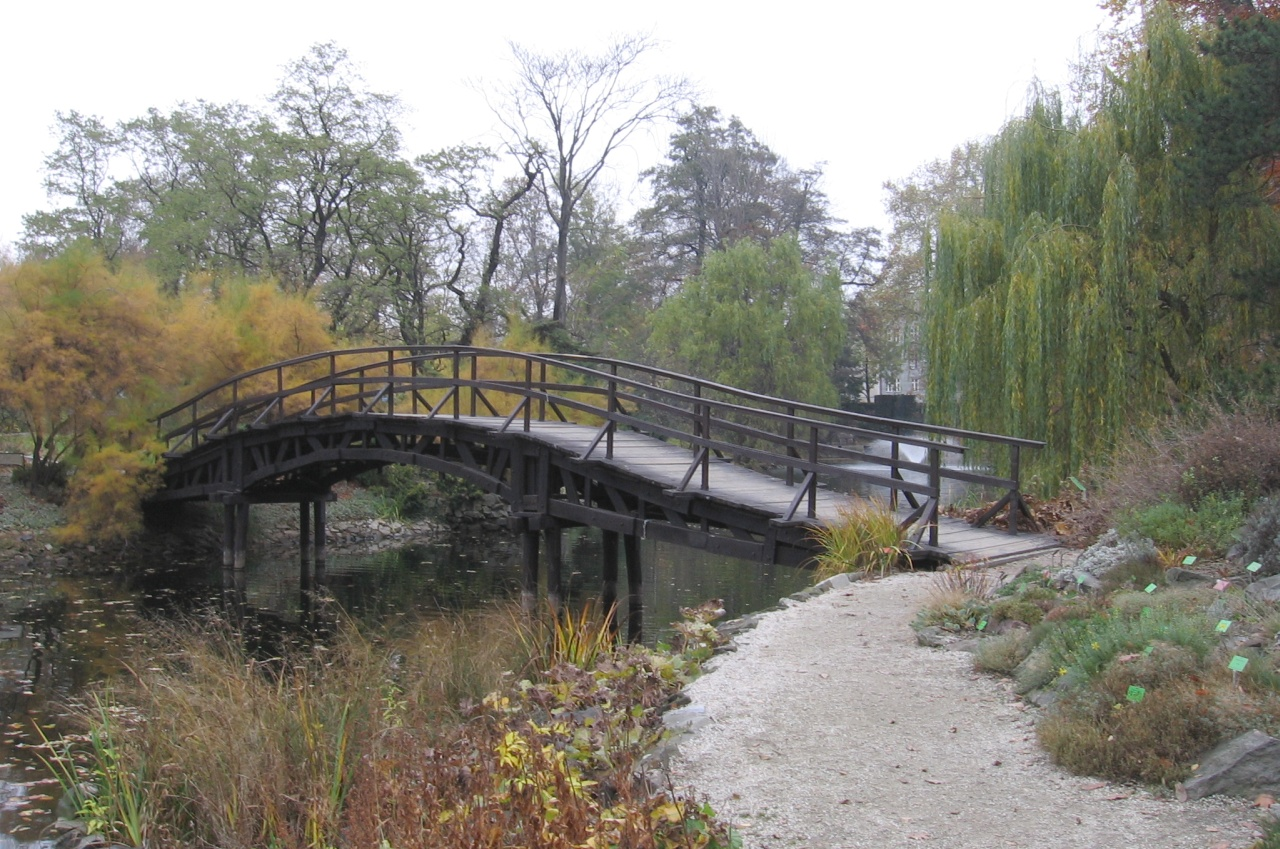
Jeden z mostů v botanické zahradě

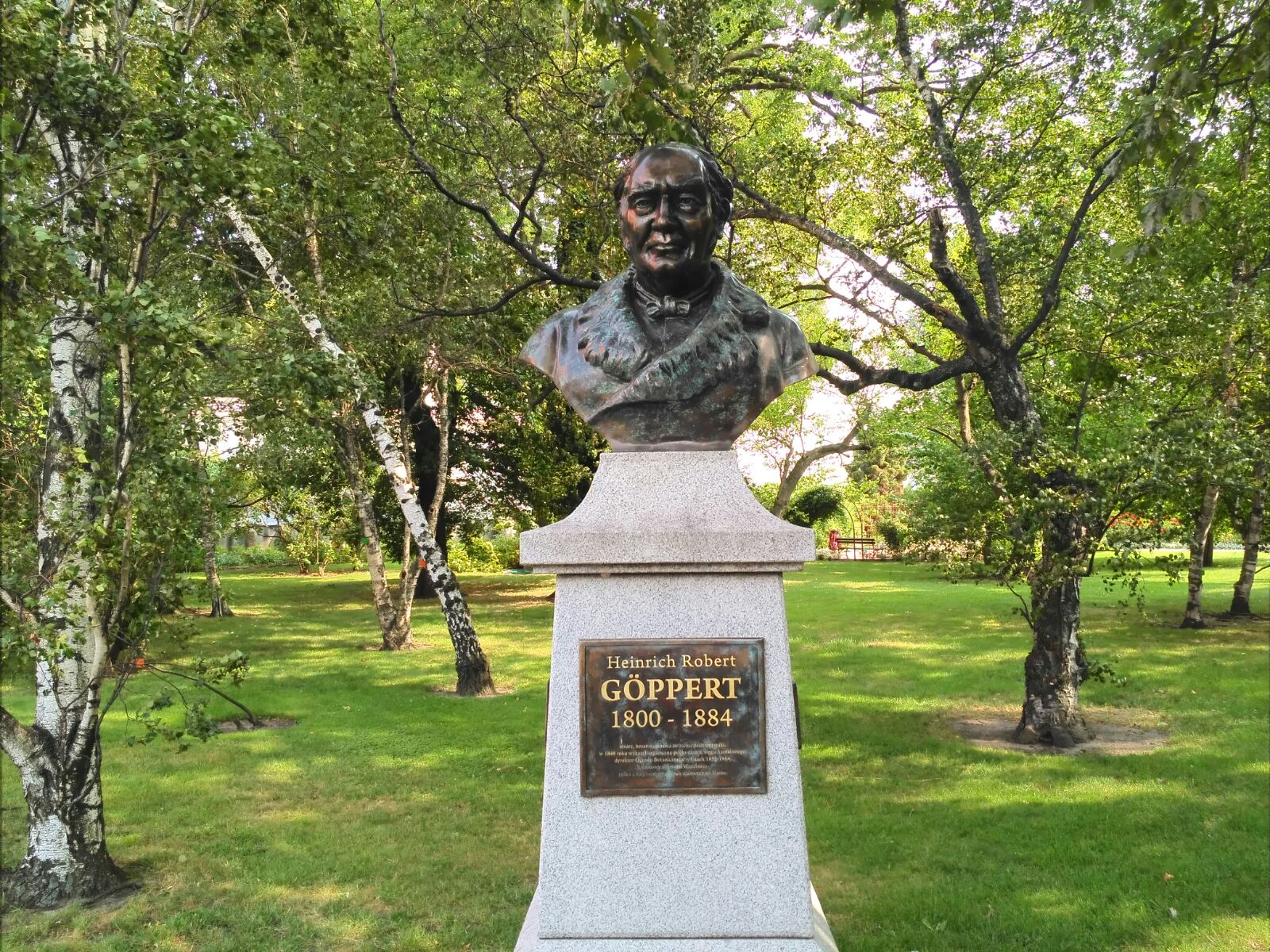
Busta ředitele H. R. Göpperta

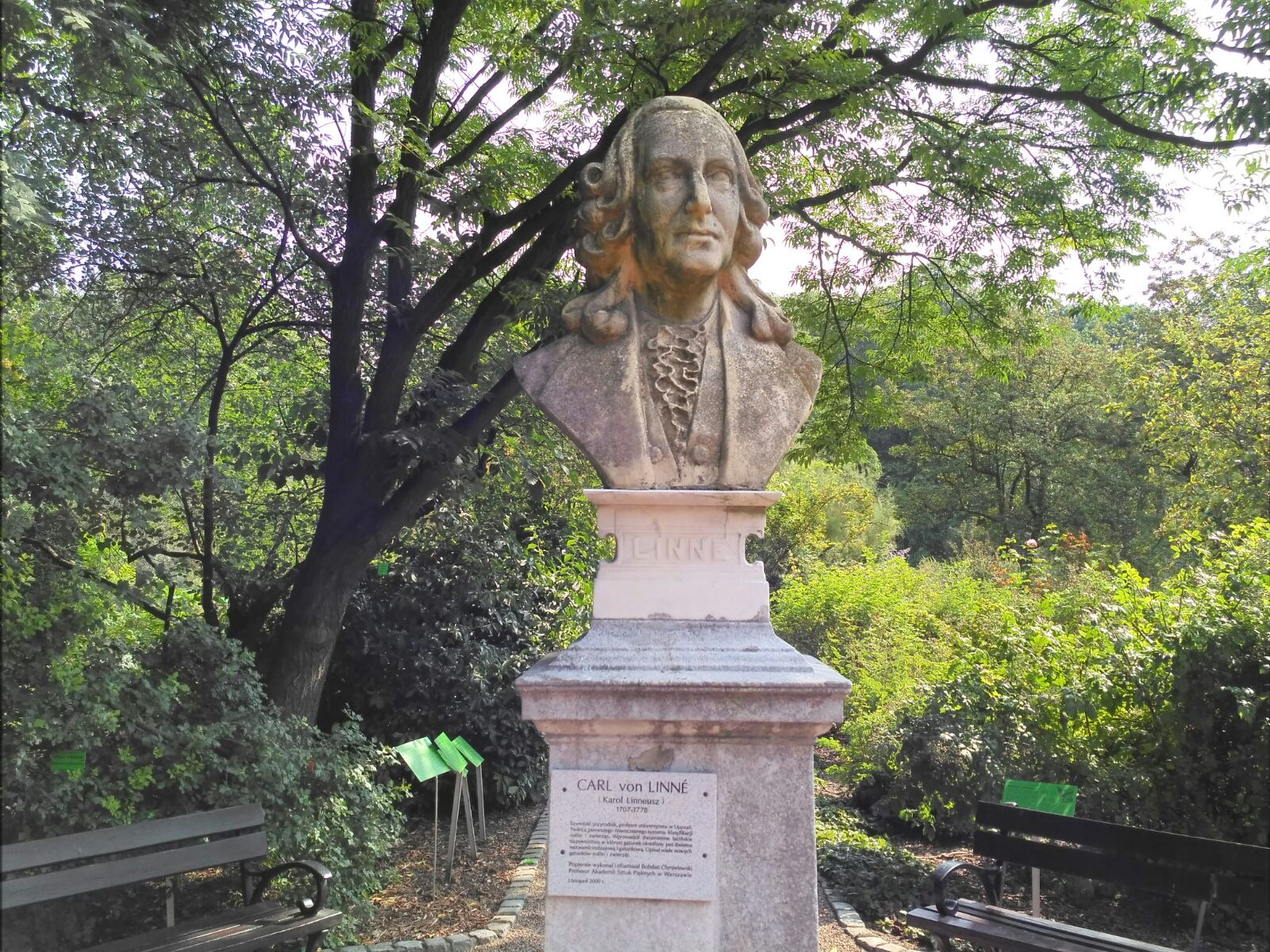
Busta Carla Linné

Botanická zahrada ve Vratislavi (Ogród Botaniczny we Wrocławiu, nebo plným jménem Ogród Botaniczny Uniwersytetu Wrocławskiego we Wrocławiu) je botanická zahrada ve Vratislavi, která byla založena v roce 1811 v části Ostrów Tumski, částečně úpravami po zboření městského opevnění na příkaz Napoleona a zasypáním severního ramene Odry (v tomto úseku z ramene řeky zůstal v zahradě malý rybník). Je ohraničena na ulicemi Kanonią, Hlonda, Wyszyńskiego, Sienkiewicza i Świętokrzyską. Je druhou nejstarší botanickou zahradou v Polsku, pouze botanická zahrada v Krakově byla založena dříve.

## Umístění
Botanická zahrada Vratislavské univerzity se nachází na severní straně katedrály svatého Jana Křtitele (Św. Jana Chrzciciela) a kostela Svatého kříže (kościoł Św.Krzyża), částečně na ostrově Ostrow Tumski, ve vzdálenosti cca 2 km od Rynku.

## Historie
Zpočátku botanická zahrada měla rozlohu asi 5 ha. Prvním z jejích ředitelů byli v letech 1811 až 1816 její zakladatelé: profesor taxonomie, anatomie a fyziologie rostlin, Heinrich Friedrich Link, profesor přírodní historie a zemědělství F. Heyde.
Od 1816 do roku 1830 stál v čele zahrady Christian Ludolf Treviranus, mladší bratr (také přírodovědce) Gottfrieda Reinholda Treviranuse. Jeho nástupce v letech 1830-1852 byl taxonom Christian Gottfried Daniel Nees von Esenbeck, jenž byl ze svého postu sesazen z politických důvodů, v souvislosti s jeho činností v průběhu revolucí 1848-1849. V letech 1852-1883, kdy jeho ředitelem byl Johann Heinrich Robert Göppert, byla zahrada rozšířena o arboretum, paleontologické a fyziognomické skupiny a geografické rozdělení s tím že byl také rozšířen úsek užitkových rostlin. Po Göppertovi byla zahrada vedena postupně Adolfem Englerem (do r. 1889), Karlem Prantlem (do r. 1893), Ferdinandem Paxem (do r. 1926), Peterem Starkem (do r. 1928), Johannesem Buderem (až do roku 1945). Johannes Buder rozšířil v roce 1933 hranice zahrady i asi 1 ha bývalého hřbitova při dnešních ulicích Hlonda a Wyszyńskiego.
V roce 1945 obléhala Rudá armáda město Vratislav proměněné německými okupanty na opěrný bod (Festung Breslau). Během obléhání bylo wehrmachtem a Rudou armádou zcela zničeno asi 70% města a některé městské části zcela srovnány se zemí. Také byly zničeny i sbírky skleníkových rostlin a asi polovina dřevin v zahradě. V zahradě němečtí vojáci vybudovali pozici protiletadlového dělostřelectva a v prostorách botanické zahrady postavili řadu úkrytů střeliva. Dokonce ještě během padesátých let během důkladného čištění zahradního jezírka, zbytku zasypaného slepého ramena řeky Odry, byly nalezeny na dně zásoby střeliva z doby války.
Během prvních tří let po válce, která zcela zničila botanickou zahradu, ji řídil na postu ředitele profesor. Stanislaw Kulczyński, jenž byl současně prvním rektorem University a Polytechniky ve Vratislavi. V roce 1948 bylo vydáno konečné rozhodnutí o znovuzaložení botanické zahrady, jež bylo svěřeno profesoru Henrykovi Teleżyńskiemu a Stefanovi Macce. V roce 1950 byla zahrada opět veřejně přístupná - zatím jen o nedělích a svátcích. V letech 1957-1972 stála v čele zahrady docentka (později profesorka) Zofia Gumińska. V roce 1958, ženisté vyčistili rybník a postavili přes něj klenutý dřevěný most, který zůstal až dodnes jedním ze symbolů zahrady. Od tohoto roku byla zahrada otevřena pro veřejnost každý den v týdnu. V roce 1960 byla připojena k zahradě další plocha, asi hektar půdy z ulice. Świętokrzyska, kde byl v roce 1967 postaven speciální bazén pro vodní rostliny - rodu leknín, podle projektu architekta Tadeusze Zipsera. Od roku 1972 do roku 1980 stála v čele zahradu prof. Krystyna Kukulczanka. V té době, v roce 1974 byla botanická zahrada zapsána do rejstříku památek ve vratislavském vojvodství (od roku 1994, spolu s okolním historickým centrem Vratislavi, je prohlášena za historickou památku). Od roku 1981 je zahrada je pod vedením profesora Tomasze J. Nowaka.

## Management zahrady
- 1811-1815 - Heinrich Friedrich Link, ředitel
- 1816-1830 - Ludolf Christian Treviranus, ředitel
- 1830-1852 - Christian Gottfried Daniel Nees von Esenbeck, ředitel
- 1852-1884 - Heinrich Göppert, ředitel
- 1884-1889 - Adolf Engler, ředitel
- 1889-1893 - K. A. E. Prantl, ředitel
- 1893-1926 - Ferdinand Albín Pax, ředitel
- 1927-1928 - P. Stark, ředitel
- 1929-1945 - J. Buder, německý ředitel
- 1947-1957 - Stefan Macko (1889-1967), prof. dr hab., palinolog, ekolog a geograf rostlin
- 1958-1972 - Zofia Gumińská (1917-2006), dr hab., fyziolog rostlin, průkopnice hydroponie v Polsku, od r. 1948 rekonstruovala zničenou zahradu za pomoci armády
- 1972-1980 - Krystyna Kukułczanková (1925–2014), prof. dr hab., fyziolog rostlin, zakladatelka sekce laboratoře tkáňových kultur
- 1980-1981 - Mieczysław Tokarski (1926-1989), dr, systematik rostlin
- 1981-2016 – Tomasz Jan Nowak (* 1949), dr hab., prof. Uniwersytetu Wrocławskiego a Uniwersytetu Przyrodniczego ve Vratislavi, fyziolog rostlin, dendrolog
- 2016– Ryszard Kamiński

## Úseky zahrady a sbírky rostlin

### Biologická charakteristika
V roce 2014 plocha zahrady pokrývá 7,4 ha (z toho 0,33 ha zasklené plochy), což je asi 7500 druhů rostlin (při zahrnutí různých variet tato suma dosáhne velikosti 11 500 taxonů) včetně skleníkových.
V zahradě, především v arboretu rostou: tisovec dvouřadý, sekvojovec obrovský, cedry, javory, ostrolistec kopinatý (Cunninghamia lanceolata), pajehličník přeslenatý, cypřišovec Leylandův, kryptomerii japonskou a metasekvoji čínskou.
Jako přírodních památky bylo označeno 27 z dřevin v zahradě - duby, tisy, jinany, buky a platany.
Kromě rostlin v zahradě je oceňovaným exponátem skalka s ukázkou litosférických vrstev valbřišských uhelných ložisek postavený v roce 1856 jako geologický řez, s vrstvami pískovce a břidlice. Tato ukázka je ozdobena otisky vyhynulých zkamenělých rostlin a zkamenělými kmeny stromů.
Dceřinou pobočkou botanické zahrady ve Vratislavi je od roku 1988 více než sedmdesátihektarové arboretum ve Wojsławicích nedaleko Niemczy, známou pro svou velkou sbírku pěnišníků a vzácných jehličnanů.

### Úseky zahrady
- venkovní okrasné rostliny - úsek se nachází v západní části zahrady, vznikl v 60. letech dvacátého století s cílem podpořit pěstování okrasných zahradních rostlin. Návštěvníci mohou obdivovat postupně rozkvétající trvalky. Sbírka nejméně 30 druhů hyacintů, 80 druhů narcisů, stejně jako kolekce kosatců, pivoněk a lilií.
- systematická část - se rozkládá na ploše asi 2 ha, v centrální části botanické zahrady. Jsou zde shromážděny byliny, stromy a keře, které mohou růst a přezimovat v podmínkách místního klimatu.
- arboretum - část je upravena jako krajinářský park, rostou zde, jak původní tak i cizozemské druhy stromů a keřů.
- skalka - v místě je shromážděno asi 1500 druhů a odrůd okrasných rostlin, skalniček. Její zvláštností je, že je upravena jako geologický profil hornin.
- vodní, mokřadní a akvarijní rostliny - sbírka subtropických a tropických vodních a mokřadních rostlin a je jednou z největších na světě (s více než 250 taxony).
- skleníkové rostliny - sbírka skleníkových rostlin v botanické zahradě má celkem téměř 5000 taxonů a je jednou z nejbohatších v Polsku.
- didaktika a morfologie rostlin - je zde shromážděna expozice druhů, které ilustrují mimo jiné, vybrané problémy biologie a morfologie, ekologie a geografie rostlin. Příklady, které umožňují poznávat morfologii rostlin a způsoby jejich opylení, typ a způsoby šíření semen, různé typy květenství, výhony, listy, kořeny, a další organely.
- popínavé rostliny - největší sbírka evropských divokých lián a zahradnických odrůd a druhů pnoucích letniček.
- přírodní panorama - stálá expozice prezentuje všechny éry, druhy jsou uspořádány v jednotlivých skupinách podle období. Levá strana je expozicí hornin a minerálů Dolního Slezska. Hlavním prvkem pravé straně výstavy je panoramatický obraz o rozměrech 36 x 2 m, dílo proslulého malíře Janusze Merkla, který v realistickým způsobem reprezentuje vývoj života na Zemi od kambria do čtvrtohor.
- laboratoř tkáňových kultur

## Vstup
Je otevřena pro návštěvníky od 1. dubna do 30. listopadu, vstupné se platí.